# Musca (gênero)
Musca Linnaeus, 1758, é um gênero de inseto díptero (Brachycera: Muscidae), compreendem espécies saprófagas e onívoras, seja no estágio larval, seja no estado adulto.
As espécies do gênero Musca são comumente chamadas de moscas, porquanto este termo seja usado genericamente para indicar muitos outros dípteros de aspecto morfológico similar. A espécie mais comum e mais conhecida é a mosca doméstica (Musca domestica).

## Lista de espécies
- M. albina Wiedemann, 1830
- M. amita Hennig, 1964
- M. autumnalis De Geer, 1776
- M. biseta Hough, 1898
- M. crassirostris Stein, 1903
- M. domestica Linnaeus, 1758
  - M. domestica calleva Walker, 1849
  - M. domestica domestica Linnaeus, 1758
- M. larvipara Porchinskiy, 1910
- M. lucidula (Loew, 1856)
- M. osiris Wiedemann, 1830
- M. sorbens Wiedemann, 1830
- M. tempestiva Fallén, 1817
- M. vitripennis Meigen, 1826
- M. vetustissima Walker, 1849

## Galeria

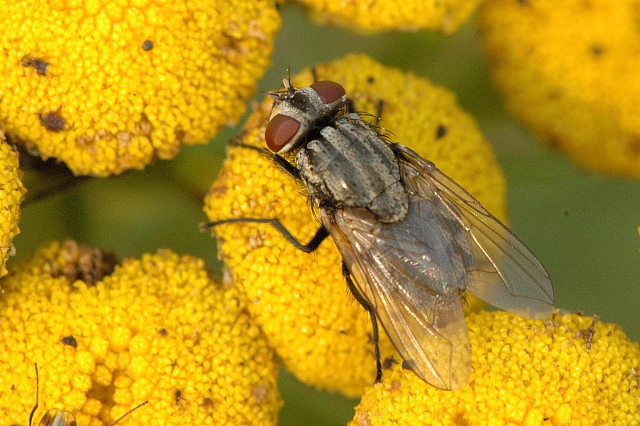
Musca autumnalis Fêmea
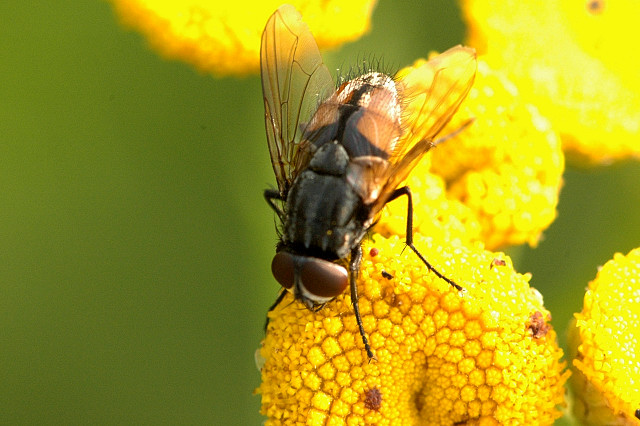
Musca autumnalis Macho
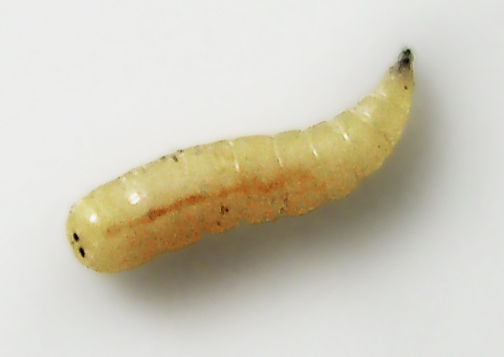
Musca domestica Larva
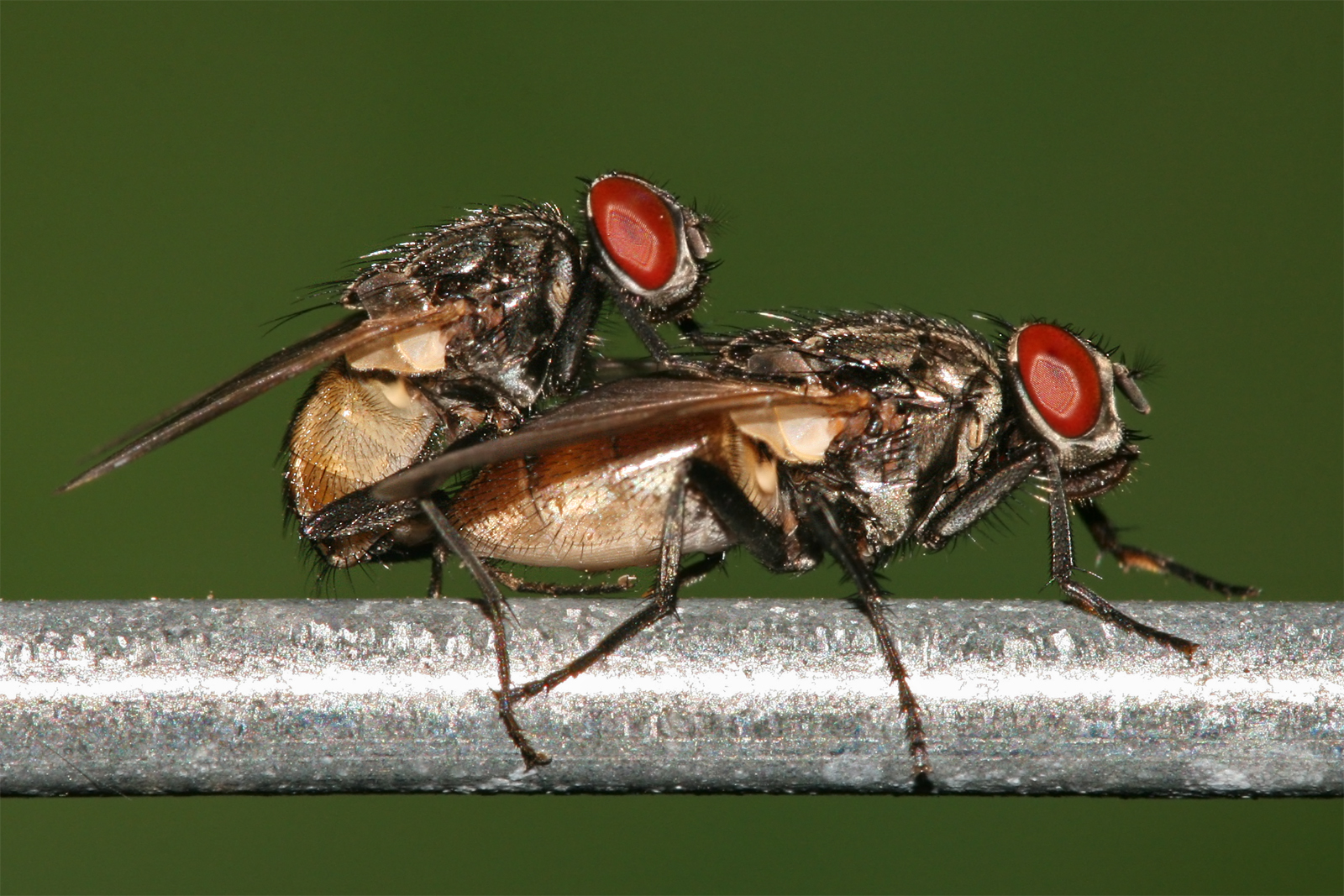
Cópula de Musca domestica